# Cacomantis heinrichi
Cacomantis heinrichi là một loài chim trong họ Cuculidae.